# Ali Akbar Velayati

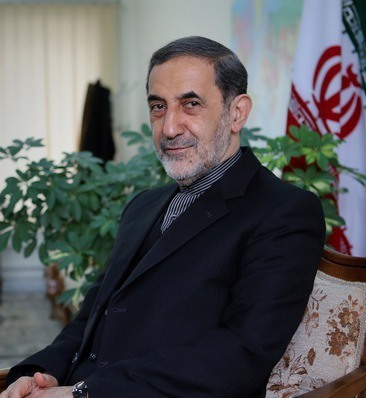
Ali Akbar Velayati

Ali Akbar Velayati (علی‌اکبر ولایتی) (Shemiran (Teheran), 25 juni 1945) is een Iraanse politicus en kindergeneeskundige. Op het moment is hij een adviseur van internationale affaires voor de hoogste leider van Iran. Hij was zestien jaar de minister van Buitenlandse Zaken. Dit maakt hem de langstzittende minister in de Iraanse geschiedenis.
- Biblioteca Nacional de España: XX5595186
- Bibliothèque nationale de France: cb131867223 (data)
- Gemeinsame Normdatei: 1055776923
- International Standard Name Identifier: 0000 0001 1053 1209
- Library of Congress Control Number: n95018721
- Nationale Bibliotheek van Israël: 987007299549105171
- Nederlandse Thesaurus van Auteursnamen: 314273697
- Système universitaire de documentation: 116317175
- Virtual International Authority File: 34599294
- WorldCat: E39PBJbH449QpxcrrqYT7b8XBP